# Asynapta ilicis
Asynapta ilicis är en tvåvingeart som först beskrevs av Jean-Jacques Kieffer 1919.  Asynapta ilicis ingår i släktet Asynapta och familjen gallmyggor.
Artens utbredningsområde är Algeriet. Inga underarter finns listade i Catalogue of Life.